# Brúarskörð
Brúarskörð är ett bergspass i republiken Island.   Det ligger i regionen Suðurland, i den sydvästra delen av landet, 70 km öster om huvudstaden Reykjavík. Brúarskörð ligger 422 meter över havet.
Terrängen runt Brúarskörð är kuperad.  Trakten runt Brúarskörð är nära nog obefolkad, med mindre än två invånare per kvadratkilometer. Närmaste större samhälle är Reykholt, 17,2 km söder om Brúarskörð. Trakten runt Brúarskörð består i huvudsak av gräsmarker.
Trakten ingår i den boreala klimatzonen. Årsmedeltemperaturen i trakten är 0 °C. Den varmaste månaden är juni, då medeltemperaturen är 10 °C, och den kallaste är februari, med −8 °C.